# 베트남 전쟁 전몰자 위령비

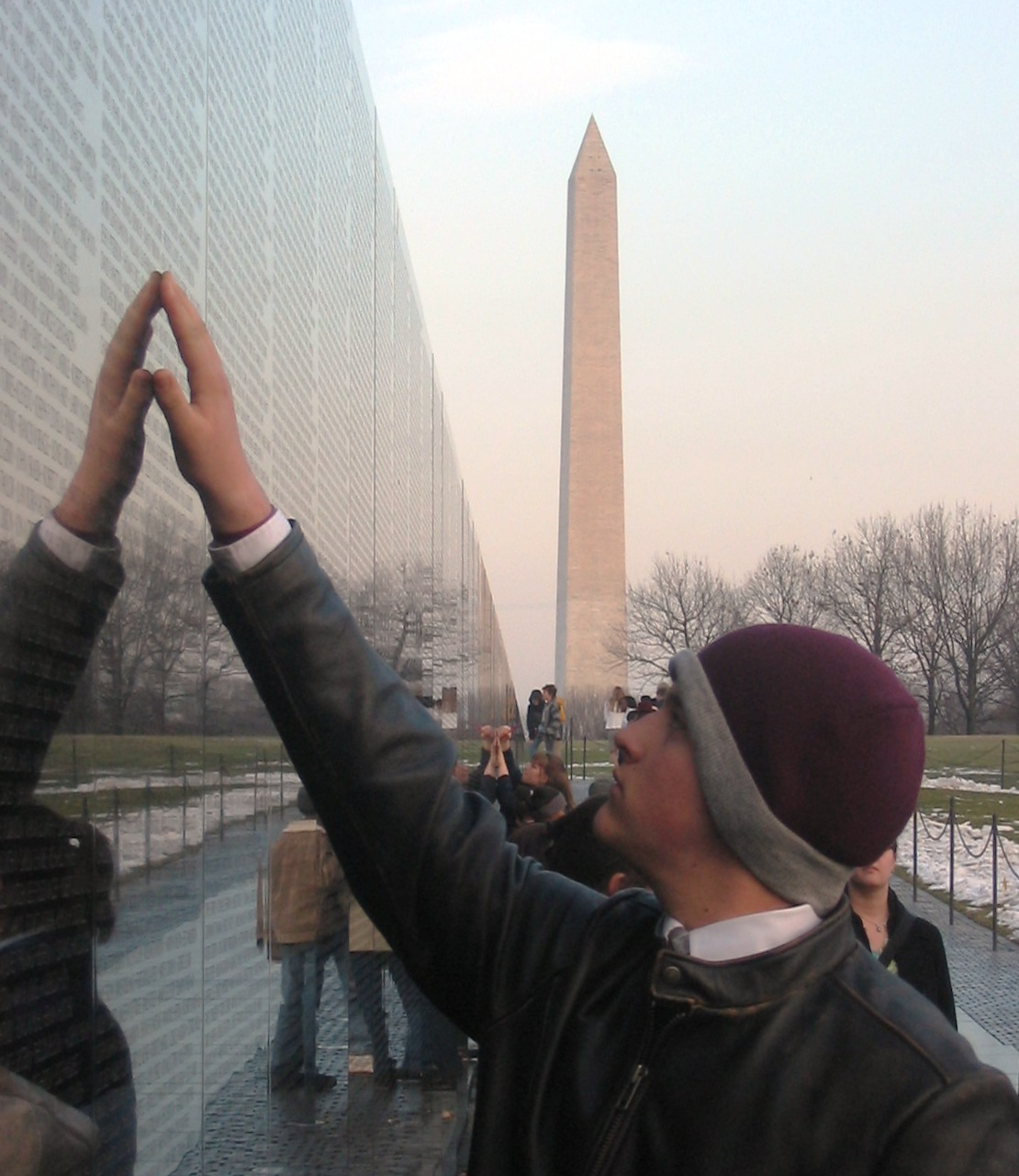
베트남 전쟁 전몰자 위령비

베트남 전쟁 전몰자 위령비(영어: Vietnam Veterans Memorial)는 미국 워싱턴 D.C.에 있는 베트남 전쟁 위령비이다.